# Bobby Hatfield
Robert Lee Hatfield, detto Bobby (Beaver Dam, 10 agosto 1940 – Kalamazoo, 5 novembre 2003), è stato un cantante statunitense, meglio noto per essere stato la metà del duo The Righteous Brothers.
Era noto soprattutto per la sua voce di tenore, molto apprezzata da critica e pubblico e adoperata per molti successi del duo, uno su tutti Unchained Melody.

## Carriera
Insieme al compagno di college Bill Medley fonda il duo canoro The Righteous Brothers che debutta nel 1962 con il singolo "Little Latin Lupe Lu". Nel 1964 incidono "Unchained Melody" che, a livello internazionale, darà loro successo sia all'epoca, sia all'inizio degli anni novanta, quando il brano viene usato come colonna sonora del film Ghost - Fantasma. Più avanti spettacolare il brano "You've Lost That Lovin’ Feelin’ " utilizzato anche nel film Top Gun.

## Vita privata

### Matrimoni e figli
È stato sposato due volte, ha avuto in totale 4 figli.

### Morte
È morto il 5 novembre 2003 per attacco di cuore causato da pregressi severi problemi cardiaci, presumibilmente aggravati da uso di cocaina rilevata dall'esame tossicologico post mortem.

## Discografia

### Solista
| Titolo                   | Dettagli dell'album                                      |
| ------------------------ | -------------------------------------------------------- |
| Messin' In Muscle Shoals | - Anno: 1971 - Etichetta: MGM Records - Formato: CD e LP |